# Clair Patterson
Clair Cameron Patterson (2. června 1922 Mitchellville, Iowa – 5. prosince 1995 Sea Ranch, Kalifornie) byl americký geochemik. Vystudoval Grinnell College, získal doktorát na Chicagské univerzitě a celou svou profesní kariéru strávil na Kalifornském technologickém institutu (Caltech).
Ve spolupráci s Georgem Tiltonem rozvinul metodu radioaktivního datování pomocí uranu a olova na metodu „olovo – olovo“ (také metoda obyčejného olova). Analýzou izotopů olova z meteoritu Canyon Diablo v roce 1956 vypočítal stáří Země na 4,55 miliardy let. Tento údaj platí až do současnosti.
Jako postgraduální student na Chicagské univerzitě se Patterson koncem 40. let 20. století poprvé setkal s problematikou otravy olovem. Jeho práce na tomto tématu vedla k šokujícím zjištěním výrazného nárůstu koncentrace olova v atmosféře a jejím negativním dopadům na lidské zdraví. Pattersonova následná kampaň měla zásadní význam pro zákaz použití olova v benzinu (tetraethylolovo) a olovnaté pájky v konzervách na potraviny.

## Raný život
Patterson se narodil v Mitchellville ve státě Iowa. Jeho otec byl poštovní doručovatel a matka členkou školní rady. Od mládí byl rodinou povzbuzován, aby se věnoval své intelektuální zvídavosti. Střední školu ukončil v roce 1939, když mu bylo 16 let. Poté navštěvoval Grinnell College, kde v roce 1943 získal titul z chemie. Tam se také seznámil se svou budoucí ženou Lornou (Laurie) McClearyovou, se kterou se v roce 1944 oženil. Na postgraduálním studiu oba navštěvovali Iowskou univerzitu, kde získal titul M.A. v oboru molekulární spektroskopie. Poté byli oba vysláni pracovat na projektu Manhattan jako civilisté.
Po druhé světové válce se manželé Pattersonovi vrátili do Chicaga. Laurie nastoupila na pozici výzkumné pracovnice v oboru infračervené spektroskopie, aby Pattersona uživila, zatímco on studoval doktorát na Chicagské univerzitě pod vedením Harrisona Browna. V roce 1952 přešel Patterson spolu s Brownem na oddělení geologie Kalifornského technologického institutu (Caltech) jako zakládající členové jeho geochemického programu, kde zůstal po zbytek své kariéry.

## Měření stáří Země
Patterson pracoval na Chicagské univerzitě pod vedením svého vědeckého poradce Harrisona Browna. Brown, který věděl o Pattersonových zkušenostech se spektrometrií, ho spojil s Georgem Tiltonem, aby změřili geologické stáří zirkonů.
Zirkony jsou jako minerály pro metodu radioaktivního datování mimořádně užitečné, protože při svém vzniku obsahují stopy uranu, ale žádné olovo. Pokud je tedy v zirkonu přítomno nějaké olovo, musí pocházet z rozpadu uranu. Tento proces je znám jako datování pomocí uranu a olova (U-Pb). Úkolem týmu bylo změřit koncentraci a izotopové složení prvků uvnitř zirkonu. Tilton měl měřit uran a Patterson množství a druh olova. Cílem Pattersona bylo zjistit složení prvotního olova na Zemi. Pomocí stejných technik na meteoritech by tak bylo možné zjistit stáří sluneční soustavy a Země.
Když Patterson a Tilton začali v roce 1948 pracovat, Patterson si rychle uvědomil, že jeho vzorky olova jsou kontaminovány. Znali stáří vyvřelé horniny, z níž zirkon pocházel a Tiltonova měření uranu se shodovala s tím, co by v takto starém zirkonu mělo být. Ale Pattersonova data byla vždy zkreslena příliš velkým množstvím olova. Po šesti letech tým publikoval práci o metodách určování stáří krystalů zirkonu a Patterson získal doktorát, ale k určení stáří Země se nepřiblížil.
Brownovi se podařilo získat grant od americké Komise pro atomovou energii, aby mohl pokračovat v práci na datování stáří Země a také aby bylo možné na Caltechu uvést do provozu nový hmotnostní spektrometr. V roce 1953 vzal Brown Pattersona s sebou na Caltech, kde si Patterson mohl od základu vybudovat svou vlastní laboratoř. V ní zajistil všechny vstupní otvory proti kontaminaci zvenčí, pravidelně čistil kyselinou přístroje a také destiloval všechny chemikálie. Vytvořil tak první čistý prostor, aby zabránil kontaminaci svých dat olovem.
Poté mohl konečně dokončit měření stáří meteoritu Canyon Diablo. Použil hmotnostní spektrometr na izolovaném olovu z meteoritu železa, aby shromáždil údaje o množství izotopů olova. Díky novým údajům publikoval v roce 1956 článek Age of Meteorites and the Earth (Stáří meteoritů a Země) obsahující skutečné stáří sluneční soustavy 4,55 miliardy let ± 70 milionů let. Před učiněním tohoto významného objevu se veřejnost domnívala, že stáří Země je přibližně 3,3 miliardy let. Mnozí byli velmi překvapeni, když zjistili, že skutečné stáří Země je mnohem vyšší, než očekávali.

## Sledování geochemického vývoje Země
Pattersonova schopnost izolovat mikrogramová množství olova z běžných hornin a určit jejich izotopové složení ho přivedla ke zkoumání množství olova ve vzorcích oceánských sedimentů z Atlantiku a Pacifiku. Zjistil, že hlubokomořská voda obsahuje až 20krát méně olova než voda povrchová. To ho vedlo k pochybnostem o běžně rozšířeném názoru, že koncentrace olova vzrostla pouze dvojnásobně oproti přirozeně se vyskytujícím hodnotám. Ukázalo se, že koncentrace olova v životním prostředí je v důsledku lidské činnosti více než stonásobně vyšší než množství přirozeně vyplavované vodními toky do oceánu. 
Na základě vzorků ledového jádra z Camp Century v Grónsku odebraných v roce 1964 a z Antarktidy v roce 1965 Patterson pochopil, že koncentrace olova v atmosféře začala trvale a nebezpečně narůstat brzy poté, co se v pohonných hmotách začala používat látka tetraethylolovo. Toto aditivum vynalezl v roce 1921 inženýr a chemik Thomas Midgley, když zkoumal, jak zabránit klepání benzinových spalovacích motorů tehdejších aut. Patterson to následně označil za příčinu kontaminace svých vzorků. Vzhledem k významným dopadům, které má otrava olovem na lidské zdraví, zasvětil zbytek svého života kampani proti použití olova v průmyslu.

## Kampaň proti otravě olovem
Počínaje rokem 1965, kdy vyšla publikace Contaminated and Natural Lead Environments of Man (Kontaminované a přírodní prostředí člověka olovem), se Patterson snažil upozornit veřejnost na problém zvýšeného obsahu olova v životním prostředí. Snad i proto, že kritizoval experimentální metody jiných vědců, narazil na silný odpor ze strany tehdy uznávaných odborníků, jako byl Robert A. Kehoe.
Patterson ve svém úsilí o odstranění olova z benzinu bojoval proti lobbistické síle společnosti Ethyl Corporation (která Kehoeho zaměstnávala), proti odkazu Thomase Midgleyho (který zahrnoval tetraethylolovo a chlorofluorouhlovodíky) a proti využití olovnatých přísad v průmyslu jako celku. Po této kritice mu byly odmítnuty smlouvy s mnoha výzkumnými organizacemi, včetně údajně neutrálního Úřadu veřejného zdraví Spojených států. V roce 1971 byl vyloučen z panelu Národní výzkumné rady (NRC) pro kontaminaci ovzduší olovem, přestože byl v té době největším odborníkem na tuto problematiku.
Pattersonovo úsilí bylo nakonec úspěšné. Ve Spojených státech bylo u nových aut od modelového roku 1975 nařízeno povinné používání bezolovnatého benzinu. Úplného vyřazení olovnatého benzinu pro spotřebitele bylo dosaženo do roku 1986. Hladiny olova v krvi Američanů se poté do konce 90. let 20. století údajně snížily až o 80 %.
Patterson zaměřil svou pozornost také na olovo v potravinách, které rovněž vykazovaly výrazné zvýšení. V jedné studii prokázal zvýšení obsahu olova z 0,3 na 1400 ng/g v některých rybích konzervách ve srovnání s čerstvými rybami, zatímco oficiální laboratoř uváděla zvýšení o 400 ng/g až 700 ng/g. Porovnával obsah olova v kostrách Peruánců starých 1600 let a prokázal 700 až 1200násobné zvýšení u kostí moderních lidí.

## Smrt
Patterson zemřel 5. prosince 1995 ve svém domě v Sea Ranch v Kalifornii ve věku 73 let. Uváděnou příčinou jeho smrti byl těžký astmatický záchvat.

## Ocenění a pocty
- J. Medaile Lawrence Smithe, 1973 (Národní akademie věd)
- V. M. Goldschmidt Award, 1980 (Geochemická společnost)
- Tylerova cena za úspěchy v oblasti životního prostředí, 1995 (University of Southern California)
- Planetka 2511 Patterson je pojmenována na jeho počest

## V médiích
Patterson byl zmíněn v dokumentu Dereka Mullera The Man Who Accidentally Killed The Most People In History (Muž, který náhodou zabil nejvíce lidí v historii) z roku 2022. Dále také v americkém dokumentárním televizním seriálu Cosmos: A Spacetime Odyssey v epizodě „The Clean Room“.